# Ephedra rituensis
Ephedra rituensis är en kärlväxtart som beskrevs av Y.Yang, D.Z.Fu och Guang Hua Zhu. Ephedra rituensis ingår i släktet efedraväxter, och familjen Ephedraceae. Inga underarter finns listade i Catalogue of Life.